# Якуб Стефан Августинович
Якуб Стефан Августинович (пол. Jakub Stefan Augustynowicz; 30 грудня 1701, Львів — 11 січня 1783, там само) — вірменський релігійний діяч. Керівник Львівської вірменсько-католицької архієпархії. Небіж та наступник на посаді Яна Тобіяша Августиновича.
1741 року як суфраган львівський здійснив обряд освячення вівтаря святого Юрія в парафіяльному костелі Внебовзяття Пресвятої Діви Марії у Надвірній. 20 червня 1753 провів канонічну візитацію парафії у Тисмениці. Як і троє його попередників був похований у гробівці архиєпископів у крипті Вірменської катедри у Львові.